# Nerone '71
Nerone '71 è un film del 1962 diretto da Walter Filippi, pseudonimo di Filippo Walter Ratti.

## Trama
In una città del Nord Italia, l'ufficio pubbliche relazioni che si occupa del lancio del film Nerone '71 bandisce un concorso per l'elezione di "Miss Campagna", con la certezza che la vincitrice sarà invitata a Roma per un provino per l'eventuale partecipazione al film. Una delle belle del paese, Sandrina, non viene eletta, provocando le ire della madre: la malattia del cinema ormai ha preso le due donne che costringono il padre di famiglia, Guglielmo, a vendere il suo allevamento di polli, per finanziare il loro viaggio nella capitale alla ricerca di fortuna nel cinema.
Guglielmo, che svolge anche l'attività di arbitro di calcio, acconsente alla trasferta a Roma, anche perché questo gli permette di entrare in contatto con la Lega, per tentare di dirigere nel campionato di serie A. Il tentativo di arbitrare fallisce, ma in compenso Guglielmo viene scelto dalla produzione del film Nerone '71 per interpretare il protagonista. Anche questo tentativo non va a buon fine e Guglielmo recita come comparsa nel peplum Maciste contro i Tartari. Sandrina non sfonda come attrice, ma trova il vero amore e la madre torna a rimpiangere la vita di campagna.

## Produzione
Prodotto dalla Di Gianni Cinematografica di Vincenzo Esposito e girato negli stabilimenti Interstudio di Grottaferrata, il film esce nelle sale il 7 aprile 1962.

## Incassi
Incasso accertato sino a tutto il 31 marzo 1964: £ 69.008.526